# Wereldkampioenschap voetbal onder 17 - 2011
Het FIFA Wereldkampioenschap voetbal onder 17 - 2011 was de 14de editie van het FIFA Wereldkampioenschap voetbal onder 17 en werd van 18 juni tot en met 10 juli 2011 gehouden in verschillende stadions in Mexico. Aan het toernooi deden 24 teams mee. Mexico was als gastheer automatisch geplaatst voor het eindtoernooi.
Nederland werd in de eerste ronde uitgeschakeld.

## Speelsteden
De volgende steden en stadions werden uitgekozen als gaststadions.
| Mexico-Stad                                                           | Guadalajara                                                           | Pachuca                                                               | Querétaro                                                             | Monterrey                                |
| --------------------------------------------------------------------- | --------------------------------------------------------------------- | --------------------------------------------------------------------- | --------------------------------------------------------------------- | ---------------------------------------- |
| Aztekenstadion Capaciteit: 105.064                                    | Estadio Omnilife Capaciteit: 49.850                                   | Estadio Hidalgo Capaciteit: 30.000                                    | Estadio La Corregidora Capaciteit: 34.000                             | Estadio Universitario Capaciteit: 43.257 |
|                                                                       |                                                                       |                                                                       |                                                                       |                                          |
| · Mexico-Stad Monterrey Guadalajara Pachuca Torreón Querétaro Morelia | · Mexico-Stad Monterrey Guadalajara Pachuca Torreón Querétaro Morelia | · Mexico-Stad Monterrey Guadalajara Pachuca Torreón Querétaro Morelia | · Mexico-Stad Monterrey Guadalajara Pachuca Torreón Querétaro Morelia | Torreón                                  |
| · Mexico-Stad Monterrey Guadalajara Pachuca Torreón Querétaro Morelia | · Mexico-Stad Monterrey Guadalajara Pachuca Torreón Querétaro Morelia | · Mexico-Stad Monterrey Guadalajara Pachuca Torreón Querétaro Morelia | · Mexico-Stad Monterrey Guadalajara Pachuca Torreón Querétaro Morelia | Estadio Corona Capaciteit: 30.000        |
| · Mexico-Stad Monterrey Guadalajara Pachuca Torreón Querétaro Morelia | · Mexico-Stad Monterrey Guadalajara Pachuca Torreón Querétaro Morelia | · Mexico-Stad Monterrey Guadalajara Pachuca Torreón Querétaro Morelia | · Mexico-Stad Monterrey Guadalajara Pachuca Torreón Querétaro Morelia |                                          |
| · Mexico-Stad Monterrey Guadalajara Pachuca Torreón Querétaro Morelia | · Mexico-Stad Monterrey Guadalajara Pachuca Torreón Querétaro Morelia | · Mexico-Stad Monterrey Guadalajara Pachuca Torreón Querétaro Morelia | · Mexico-Stad Monterrey Guadalajara Pachuca Torreón Querétaro Morelia | Morelia                                  |
| · Mexico-Stad Monterrey Guadalajara Pachuca Torreón Querétaro Morelia | · Mexico-Stad Monterrey Guadalajara Pachuca Torreón Querétaro Morelia | · Mexico-Stad Monterrey Guadalajara Pachuca Torreón Querétaro Morelia | · Mexico-Stad Monterrey Guadalajara Pachuca Torreón Querétaro Morelia | Estadio Morelos Capaciteit: 41.056       |
| · Mexico-Stad Monterrey Guadalajara Pachuca Torreón Querétaro Morelia | · Mexico-Stad Monterrey Guadalajara Pachuca Torreón Querétaro Morelia | · Mexico-Stad Monterrey Guadalajara Pachuca Torreón Querétaro Morelia | · Mexico-Stad Monterrey Guadalajara Pachuca Torreón Querétaro Morelia |                                          |

## Gekwalificeerde landen
| Confederatie                                   | Kwalificatietoernooi                                                                      | Gekwalificeerde landen                                     |
| ---------------------------------------------- | ----------------------------------------------------------------------------------------- | ---------------------------------------------------------- |
| AFC (Azië)                                     | Aziatisch kampioenschap voetbal onder 17 - 2008 Oezbekistan, 23 oktober – 7 november 2010 | Australië Japan Oezbekistan Noord-Korea                    |
| CAF (Afrika)                                   | Afrikaans kampioenschap voetbal onder 17 - 2011 Rwanda, 8–22 januari 2011                 | Burkina Faso Rwanda Congo-Brazzaville Ivoorkust            |
| CONCACAF (Noord, Centraal-Amerika & Caribbean) | CONCACAF-kampioenschap voetbal onder 17 - 2011 Jamaica, 14–27 februari 2011               | Jamaica Panama Canada Verenigde Staten                     |
| CONMEBOL (Zuid-Amerika)                        | Zuid-Amerikaans kampioenschap voetbal onder 17 - 2011 Ecuador, 12 maart – 9 april 2011    | Brazilië Uruguay Argentinië Ecuador                        |
| OFC (Oceanië)                                  | Oceanisch kampioenschap voetbal onder 17 - 2011 Nieuw-Zeeland, 8–19 januari 2011          | Nieuw-Zeeland                                              |
| UEFA (Europa)                                  | Europees kampioenschap voetbal mannen onder 17 - 2011 Servië, 3–15 mei 2011               | Denemarken Engeland Frankrijk Duitsland Tsjechië Nederland |
| Gastland                                       | Gastland                                                                                  | Mexico                                                     |

## Groepsfase
De loting voor de groepsfase vindt plaats op 17 mei 2011 in Mexico-Stad.

### Groep A
| Team              | Pld | W | G | V | DV | DT | DS | Pts |
| ----------------- | --- | - | - | - | -- | -- | -- | --- |
| Mexico            | 3   | 3 | 0 | 0 | 8  | 4  | +4 | 9   |
| Congo-Brazzaville | 3   | 1 | 1 | 1 | 3  | 3  | 0  | 4   |
| Noord-Korea       | 3   | 0 | 2 | 1 | 3  | 5  | –2 | 2   |
| Nederland         | 3   | 0 | 1 | 2 | 3  | 5  | –2 | 1   |

|                    |                                                   |        |             |                                                                              |
| 18 juni 2011 15:00 | Mexico                                            | 3–1    | Noord-Korea | Estadio Morelos, Morelia Toeschouwers: 43.000 Scheidsrechter: Stephan Studer |
| 18 juni 2011 15:00 | Fierro 37' Jong Kwang-Sok 68' (e.d.) Casillas 86' | [ 12 ] | 3' Jo Kwang | Estadio Morelos, Morelia Toeschouwers: 43.000 Scheidsrechter: Stephan Studer |

|                    |                   |        |           |                                                                            |
| 18 juni 2011 18:00 | Congo-Brazzaville | 1–0    | Nederland | Estadio Morelos, Morelia Toeschouwers: 43.000 Scheidsrechter: Jafeth Perea |
| 18 juni 2011 18:00 | Kounkou 53'       | [ 13 ] |           | Estadio Morelos, Morelia Toeschouwers: 43.000 Scheidsrechter: Jafeth Perea |

|                    |                   |        |                 |                                                                          |
| 21 juni 2011 15:00 | Noord-Korea       | 1–1    | Nederland       | Estadio Morelos, Morelia Toeschouwers: 7.500 Scheidsrechter: Sidi Alioum |
| 21 juni 2011 15:00 | Nam Gwon Kang 48' | [ 14 ] | 75' Gravenberch | Estadio Morelos, Morelia Toeschouwers: 7.500 Scheidsrechter: Sidi Alioum |

|                    |                           |     |                   |                                                                            |
| 21 juni 2011 18:00 | Mexico                    | 2–1 | Congo-Brazzaville | Estadio Morelos, Morelia Toeschouwers: 25.710 Scheidsrechter: Tony Chapron |
| 21 juni 2011 18:00 | Espericueta 40' Gomez 85' |     | 73' Epako         | Estadio Morelos, Morelia Toeschouwers: 25.710 Scheidsrechter: Tony Chapron |

|                    |             |     |                   |                                                                              |
| 24 juni 2011 18:00 | Noord-Korea | 1–1 | Congo-Brazzaville | Estadio Morelos, Morelia Toeschouwers: 14.206 Scheidsrechter: Pavel Královec |
| 24 juni 2011 18:00 | Ju 14'      |     | 75' Nkounkou      | Estadio Morelos, Morelia Toeschouwers: 14.206 Scheidsrechter: Pavel Královec |

|                    |                                        |     |                        |                                                                                      |
| 24 juni 2011 18:00 | Mexico                                 | 3–2 | Nederland              | Estadio Universitario, Monterrey Toeschouwers: 29.000 Scheidsrechter: Victor Carrilo |
| 24 juni 2011 18:00 | Casillas 29' Fierro 43' González 90+4' |     | 47' Depay 63' Ebecilio | Estadio Universitario, Monterrey Toeschouwers: 29.000 Scheidsrechter: Victor Carrilo |

### Groep B
| Team       | Pld | W | G | V | DV | DT | DS | Pts |
| ---------- | --- | - | - | - | -- | -- | -- | --- |
| Japan      | 3   | 2 | 1 | 0 | 5  | 2  | +3 | 7   |
| Frankrijk  | 3   | 1 | 2 | 0 | 5  | 2  | +3 | 5   |
| Argentinië | 3   | 1 | 0 | 2 | 3  | 7  | –4 | 3   |
| Jamaica    | 3   | 0 | 1 | 2 | 2  | 4  | –2 | 1   |

|                    |                            |     |            |                                                                                             |
| 18 juni 2011 15:00 | Frankrijk                  | 3–0 | Argentinië | Estadio Universitario, Monterrey Toeschouwers: 16.200 Scheidsrechter: Roberto García Orozco |
| 18 juni 2011 15:00 | Benzia 35', 45' Haller 38' |     |            | Estadio Universitario, Monterrey Toeschouwers: 16.200 Scheidsrechter: Roberto García Orozco |

|                    |               |     |         |                                                                                  |
| 18 juni 2011 18:00 | Japan         | 1–0 | Jamaica | Estadio Universitario, Monterrey Toeschouwers: 8.000 Scheidsrechter: Sidi Alioum |
| 18 juni 2011 18:00 | Matsumoto 61' |     |         | Estadio Universitario, Monterrey Toeschouwers: 8.000 Scheidsrechter: Sidi Alioum |

|                    |                  |     |             |                                                                                      |
| 21 juni 2011 15:00 | Japan            | 1–1 | Frankrijk   | Estadio Universitario, Monterrey Toeschouwers: 4.827 Scheidsrechter: Víctor Carrillo |
| 21 juni 2011 15:00 | Ishige 49' (pen) |     | 24' Yaisien | Estadio Universitario, Monterrey Toeschouwers: 4.827 Scheidsrechter: Víctor Carrillo |

|                    |            |     |                    |                                                                                       |
| 21 juni 2011 18:00 | Jamaica    | 1–2 | Argentinië         | Estadio Universitario, Monterrey Toeschouwers: : 9.150 Scheidsrechter: Pavel Královec |
| 21 juni 2011 18:00 | Barnes 89' |     | 23' Silva 63' Pugh | Estadio Universitario, Monterrey Toeschouwers: : 9.150 Scheidsrechter: Pavel Královec |

|                    |                              |     |              |                                                                           |
| 24 juni 2011 15:00 | Japan                        | 3–1 | Argentinië   | Estadio Morelos, Morelia Toeschouwers: 10.200 Scheidsrechter: Sidi Alioum |
| 24 juni 2011 15:00 | Takagi 4' Ueda 20' Akino 74' |     | 87' Ferreira | Estadio Morelos, Morelia Toeschouwers: 10.200 Scheidsrechter: Sidi Alioum |

|                    |          |     |            |                                                                                                 |
| 24 juni 2011 15:00 | Jamaica  | 1–1 | Frankrijk  | Estadio Universitario, Monterrey Toeschouwers: 7.566 Scheidsrechter: Helder Martins de Carvalho |
| 24 juni 2011 15:00 | Lewis 9' |     | 58' Benzia | Estadio Universitario, Monterrey Toeschouwers: 7.566 Scheidsrechter: Helder Martins de Carvalho |

### Groep C
| Team     | Pld | W | G | V | DV | DT | DS | Pts |
| -------- | --- | - | - | - | -- | -- | -- | --- |
| Engeland | 3   | 2 | 1 | 0 | 6  | 2  | +4 | 7   |
| Uruguay  | 3   | 2 | 0 | 1 | 4  | 2  | +2 | 6   |
| Canada   | 3   | 0 | 2 | 1 | 2  | 5  | –3 | 2   |
| Rwanda   | 3   | 0 | 1 | 2 | 0  | 3  | –3 | 1   |

|                    |        |                       |          |                                                                              |
| 19 juni 2011 15:00 | Rwanda | 0–2                   | Engeland | Estadio Hidalgo, Pachuca Toeschouwers: 12.640 Scheidsrechter: Norbert Hauata |
| 19 juni 2011 15:00 |        | Hope 68' Sterling 86' |          | Estadio Hidalgo, Pachuca Toeschouwers: 12.640 Scheidsrechter: Norbert Hauata |

|                    |                                            |     |        |                                                                               |
| 19 juni 2011 18:00 | Uruguay                                    | 3–0 | Canada | Estadio Hidalgo, Pachuca Toeschouwers: 12.699 Scheidsrechter: Alexey Nikolaev |
| 19 juni 2011 18:00 | Mascia 52' Méndez 85' (pen.) Álvarez 90+3' |     |        | Estadio Hidalgo, Pachuca Toeschouwers: 12.699 Scheidsrechter: Alexey Nikolaev |

|                    |            |     |        |                                                                                 |
| 22 juni 2011 15:00 | Uruguay    | 1–0 | Rwanda | Estadio Hidalgo, Pachuca Toeschouwers: 12.999 Scheidsrechter: Svein Oddvar Moen |
| 22 juni 2011 15:00 | Pais 90+5' |     |        | Estadio Hidalgo, Pachuca Toeschouwers: 12.999 Scheidsrechter: Svein Oddvar Moen |

|                    |                        |     |                        |                                                                          |
| 22 juni 2011 18:00 | Canada                 | 2–2 | Engeland               | Estadio Hidalgo, Pachuca Toeschouwers: 17.882 Scheidsrechter: Omar Ponce |
| 22 juni 2011 18:00 | Jalali 50' Roberts 87' |     | 46' Morgan 77' Turgott | Estadio Hidalgo, Pachuca Toeschouwers: 17.882 Scheidsrechter: Omar Ponce |

|                    |         |                          |          |                                                                                   |
| 25 juni 2011 15:00 | Uruguay | 0–2                      | Engeland | Estadio Corona, Torreón Toeschouwers: 11.410 Scheidsrechter: Ali Hamad Al-Badwawi |
| 25 juni 2011 15:00 |         | 45' Chalobah 58' Clayton |          | Estadio Corona, Torreón Toeschouwers: 11.410 Scheidsrechter: Ali Hamad Al-Badwawi |

|                    |        |     |        |                                                                           |
| 25 juni 2011 15:00 | Canada | 0–0 | Rwanda | Estadio Hidalgo, Pachuca Toeschouwers: 5.803 Scheidsrechter: Tony Chapron |
| 25 juni 2011 15:00 |        |     |        | Estadio Hidalgo, Pachuca Toeschouwers: 5.803 Scheidsrechter: Tony Chapron |

### Groep D
| Team             | Pld | W | G | V | DV | DT | DS | Pts |
| ---------------- | --- | - | - | - | -- | -- | -- | --- |
| Oezbekistan      | 3   | 2 | 0 | 1 | 5  | 6  | –1 | 6   |
| Verenigde Staten | 3   | 1 | 1 | 1 | 4  | 2  | +2 | 4   |
| Nieuw-Zeeland    | 3   | 1 | 1 | 1 | 4  | 2  | +2 | 4   |
| Tsjechië         | 3   | 1 | 0 | 2 | 2  | 5  | –3 | 3   |

|                    |                 |     |                                   |                                                                            |
| 19 juni 2011 15:00 | Oezbekistan     | 1–4 | Nieuw-Zeeland                     | Estadio Corona, Torreón Toeschouwers: 7.561 Scheidsrechter: Helder Martins |
| 19 juni 2011 15:00 | T. Khakimov 39' |     | Carmichael 10', 36', 53' Vale 87' | Estadio Corona, Torreón Toeschouwers: 7.561 Scheidsrechter: Helder Martins |

|                    |                                      |     |          |                                                                         |
| 19 juni 2011 18:00 | Verenigde Staten                     | 3–0 | Tsjechië | Estadio Corona, Torreón Toeschouwers: 15.083 Scheidsrechter: Diego Abal |
| 19 juni 2011 18:00 | Guido 5' E. Rodriguez 52' Koroma 89' |     |          | Estadio Corona, Torreón Toeschouwers: 15.083 Scheidsrechter: Diego Abal |

|                    |                  |      |                                     |                                                                             |
| 22 juni 2011 15:00 | Verenigde Staten | 1 -2 | Oezbekistan                         | Estadio Corona, Torreón Toeschouwers: 4.133 Scheidsrechter: Alexey Nikolaev |
| 22 juni 2011 15:00 | Koroma 47'       |      | 13' Davlatov 54' (pen.) Makhstaliev | Estadio Corona, Torreón Toeschouwers: 4.133 Scheidsrechter: Alexey Nikolaev |

|                    |           |     |               |                                                                             |
| 22 juni 2011 18:00 | Tsjechië  | 1–0 | Nieuw-Zeeland | Estadio Corona, Torreón Toeschouwers: 10.105 Scheidsrechter: Roberto García |
| 22 juni 2011 18:00 | Juliš 28' |     |               | Estadio Corona, Torreón Toeschouwers: 10.105 Scheidsrechter: Roberto García |

|                    |                  |       |               |                                                                          |
| 25 juni 2011 18:00 | Verenigde Staten | 0 – 0 | Nieuw-Zeeland | Estadio Hidalgo, Pachuca Toeschouwers: 8.556 Scheidsrechter: Bas Nijhuis |
| 25 juni 2011 18:00 |                  |       |               | Estadio Hidalgo, Pachuca Toeschouwers: 8.556 Scheidsrechter: Bas Nijhuis |

|                    |                  |       |                                 |                                                                           |
| 25 juni 2011 18:00 | Tsjechië         | 1 – 2 | Oezbekistan                     | Estadio Corona, Torreón Toeschouwers: 14.673 Scheidsrechter: Raymon Bogle |
| 25 juni 2011 18:00 | Juliš 23' (pen.) |       | 44' T. Khakimov 73' Makhstaliev | Estadio Corona, Torreón Toeschouwers: 14.673 Scheidsrechter: Raymon Bogle |

### Groep E
| Team         | Pld | W | D | L | GF | GA | GD  | Pts |
| ------------ | --- | - | - | - | -- | -- | --- | --- |
| Duitsland    | 3   | 3 | 0 | 0 | 11 | 1  | +10 | 9   |
| Ecuador      | 3   | 2 | 0 | 1 | 5  | 7  | –2  | 6   |
| Panama       | 3   | 1 | 0 | 2 | 2  | 4  | –2  | 3   |
| Burkina Faso | 3   | 0 | 0 | 3 | 0  | 6  | –6  | 0   |

|                    |                                                              |     |            |                                                                                          |
| 20 juni 2011 15:00 | Duitsland                                                    | 6–1 | Ecuador    | Estadio Corregidora, Querétaro Toeschouwers: 23.500 Scheidsrechter: Elmer Arturo Bonilla |
| 20 juni 2011 15:00 | Yesil 31', 69' Roecker 54' Ayçiçek 61' Ducksch 85' Aydin 90' |     | 51' Guerzo | Estadio Corregidora, Querétaro Toeschouwers: 23.500 Scheidsrechter: Elmer Arturo Bonilla |

|                    |              |             |        |                                                                                 |
| 20 juni 2011 18:00 | Burkina Faso | 0–1         | Panama | Estadio Corregidora, Querétaro Toeschouwers: 25.167 Scheidsrechter: Bas Nijhuis |
| 20 juni 2011 18:00 |              | 22' Aguilar |        | Estadio Corregidora, Querétaro Toeschouwers: 25.167 Scheidsrechter: Bas Nijhuis |

|                    |              |                                 |           |                                                                                     |
| 23 juni 2011 15:00 | Burkina Faso | 0–3                             | Duitsland | Estadio Corregidora, Querétaro Toeschouwers: 14.603 Scheidsrechter: Paul Delgadillo |
| 23 juni 2011 15:00 |              | 4'Gunter 26' Ayçiçek 64' Weiser |           | Estadio Corregidora, Querétaro Toeschouwers: 14.603 Scheidsrechter: Paul Delgadillo |

|                    |             |     |                        |                                                                                              |
| 23 juni 2011 18:00 | Panama      | 1–2 | Ecuador                | Estadio Corregidora, Querétaro Toeschouwers: 18.650 Scheidsrechter: Nawaf Ghayyath Shukralla |
| 23 juni 2011 18:00 | Aguilar 33' |     | 61' Jaime 82' Cevallos | Estadio Corregidora, Querétaro Toeschouwers: 18.650 Scheidsrechter: Nawaf Ghayyath Shukralla |

|                    |              |                          |         |                                                                                    |
| 26 juni 2011 15:00 | Burkina Faso | 0–2                      | Ecuador | Estadio Omnilife, Guadalajara Toeschouwers: 15.165 Scheidsrechter: Alexey Nikolaev |
| 26 juni 2011 15:00 |              | 74' Cevallos 76' Mercado |         | Estadio Omnilife, Guadalajara Toeschouwers: 15.165 Scheidsrechter: Alexey Nikolaev |

|                    |        |                      |           |                                                                                    |
| 26 juni 2011 15:00 | Panama | 0–2                  | Duitsland | Estadio Corregidora, Querétaro Toeschouwers: 28.500 Scheidsrechter: Norbert Hauata |
| 26 juni 2011 15:00 |        | 10' Aydin 39' Weiser |           | Estadio Corregidora, Querétaro Toeschouwers: 28.500 Scheidsrechter: Norbert Hauata |

### Groep F
| Team       | Pld | W | G | V | DV | DT | DS | Pts |
| ---------- | --- | - | - | - | -- | -- | -- | --- |
| Brazilië   | 3   | 2 | 1 | 0 | 7  | 3  | +4 | 7   |
| Ivoorkust  | 3   | 1 | 1 | 1 | 8  | 7  | +1 | 4   |
| Australië  | 3   | 1 | 1 | 1 | 3  | 3  | 0  | 4   |
| Denemarken | 3   | 0 | 1 | 2 | 3  | 8  | –5 | 1   |

|                    |                                |     |            |                                                                                  |
| 20 juni 2011 15:00 | Brazilië                       | 3–0 | Denemarken | Estadio Omnilife, Guadalajara Toeschouwers: 8.845 Scheidsrechter: Ali Al Badwawi |
| 20 juni 2011 15:00 | Ademilson 32', 78' Wallace 57' |     |            | Estadio Omnilife, Guadalajara Toeschouwers: 8.845 Scheidsrechter: Ali Al Badwawi |

|                    |                             |     |               |                                                                                  |
| 20 juni 2011 18:00 | Australië                   | 2–1 | Ivoorkust     | Estadio Omnilife, Guadalajara Toeschouwers: 20.728 Scheidsrechter: Raymond Bogle |
| 20 juni 2011 18:00 | Makarounas 51' Tombides 77' |     | 18' Coulibaly | Estadio Omnilife, Guadalajara Toeschouwers: 20.728 Scheidsrechter: Raymond Bogle |

|                    |           |            |          |                                                                                   |
| 23 juni 2011 15:00 | Australië | 0–1        | Brazilië | Estadio Omnilife, Guadalajara Toeschouwers: 21.159 Scheidsrechter: Stephen Studer |
| 23 juni 2011 15:00 |           | 76' Adryan |          | Estadio Omnilife, Guadalajara Toeschouwers: 21.159 Scheidsrechter: Stephen Studer |

|                    |                                     |     |                       |                                                                                  |
| 23 juni 2011 18:00 | Ivoorkust                           | 4–2 | Denemarken            | Estadio Omnilife, Guadalajara Toeschouwers: 22.126 Scheidsrechter: Elmer Bonilla |
| 23 juni 2011 18:00 | Coulibaly 23', 37', 41' (pen.), 69' |     | 9' Zohore 32' Fischer | Estadio Omnilife, Guadalajara Toeschouwers: 22.126 Scheidsrechter: Elmer Bonilla |

|                     |               |     |              |                                                                               |
| 27 juni 2011* 10:00 | Australië     | 1–1 | Denemarken   | Estadio Corregidora, Querétaro Toeschouwers: 2.000 Scheidsrechter: Diego Abal |
| 27 juni 2011* 10:00 | Remington 89' |     | 35' Sørensen | Estadio Corregidora, Querétaro Toeschouwers: 2.000 Scheidsrechter: Diego Abal |

- De wedstrijd werd officieel gespeeld op 26 juni 2011 (aftrap 18:00), maar werd gestaakt na 25 minuten door de regen en onweer. (Denemarken leidde na 11 minuten door een doelpunt van Ajacied Viktor Fischer). Na 1,5 uur verbeterde de weersomstandigheden niet en besloot het organisatiecomité de wedstrijd definitief te staken en de wedstrijd in zijn geheel over te laten spelen (vanaf een 0-0 stand) de volgende dag, 27 juni 2011 (aftrap 10:00), op dezelfde locatie.[15]

|                    |                            |     |                                            |                                                                                          |
| 26 juni 2011 18:00 | Ivoorkust                  | 3–3 | Brazilië                                   | Estadio Omnilife, Guadalajara Toeschouwers: 24.943 Scheidsrechter: Roberto García Orozco |
| 26 juni 2011 18:00 | S. Coulibaly 11', 33', 58' |     | 8' Lucas Piazon 14' Ademilson 90+3' Adryan | Estadio Omnilife, Guadalajara Toeschouwers: 24.943 Scheidsrechter: Roberto García Orozco |

### Rangschikking van derde geplaatste teams
| Groep | Team          | Pld | W | G | V | DV | DT | DS | Pts |
| ----- | ------------- | --- | - | - | - | -- | -- | -- | --- |
| D     | Nieuw-Zeeland | 3   | 1 | 1 | 1 | 4  | 2  | +2 | 4   |
| F     | Australië     | 3   | 1 | 1 | 1 | 3  | 3  | 0  | 4   |
| E     | Panama        | 3   | 1 | 0 | 2 | 2  | 4  | –2 | 3   |
| B     | Argentinië    | 3   | 1 | 0 | 2 | 3  | 7  | –4 | 3   |
| A     | Noord-Korea   | 3   | 0 | 2 | 1 | 3  | 5  | –2 | 2   |
| C     | Canada        | 3   | 0 | 2 | 1 | 2  | 5  | –3 | 2   |

## Knock-outfase
|  | achtste finale             | achtste finale          |                            |       | kwartfinale  | kwartfinale  |                            |                            | halve finale | halve finale |  |  | finale | finale |
|  |                            |                         |                            |       |              |              |                            |                            |              |              |  |  |        |        |
|  | 29 juni 2011 — Morelia     |                         |                            |       |              |              |                            |                            |              |              |  |  |        |        |
|  |                            |                         |                            |       |              |              |                            |                            |              |              |  |  |        |        |
|  | Congo-Brazzaville          | 1                       |                            |       |              |              |                            |                            |              |              |  |  |        |        |
|  | Congo-Brazzaville          | 1                       | 3 juli 2011 – Monterrey    |       |              |              |                            |                            |              |              |  |  |        |        |
|  | Uruguay                    | 2                       |                            |       |              |              |                            |                            |              |              |  |  |        |        |
|  | Uruguay                    | 2                       | Uruguay                    | 2     |              |              |                            |                            |              |              |  |  |        |        |
|  | 29 juni 2011 — Torreón     |                         | Uruguay                    | 2     |              |              |                            |                            |              |              |  |  |        |        |
|  |                            | Oezbekistan             | 0                          |       |              |              |                            |                            |              |              |  |  |        |        |
|  | Oezbekistan                | Oezbekistan             | 0                          | 4     |              |              |                            |                            |              |              |  |  |        |        |
|  | Oezbekistan                |                         | 7 juli 2011 — Guadalajara  | 4     |              |              |                            |                            |              |              |  |  |        |        |
|  | Australië                  | 0                       |                            |       |              |              |                            |                            |              |              |  |  |        |        |
|  | Australië                  | 0                       | Uruguay                    | 3     |              |              |                            |                            |              |              |  |  |        |        |
|  | 29 juni 2011 – Monterrey   |                         | Uruguay                    | 3     |              |              |                            |                            |              |              |  |  |        |        |
|  |                            | Brazilië                | 0                          |       |              |              |                            |                            |              |              |  |  |        |        |
|  | Japan                      | Brazilië                | 0                          | 6     |              |              |                            |                            |              |              |  |  |        |        |
|  | Japan                      | 3 juli 2011 – Querétaro |                            | 6     |              |              |                            |                            |              |              |  |  |        |        |
|  | Nieuw-Zeeland              | 0                       |                            |       |              |              |                            |                            |              |              |  |  |        |        |
|  | Nieuw-Zeeland              | 0                       | Japan                      | 2     |              |              |                            |                            |              |              |  |  |        |        |
|  | 29 juni 2011 — Guadalajara |                         | Japan                      | 2     |              |              |                            |                            |              |              |  |  |        |        |
|  |                            | Brazilië                | 3                          |       |              |              |                            |                            |              |              |  |  |        |        |
|  | Brazilië                   | Brazilië                | 3                          | 2     |              |              |                            |                            |              |              |  |  |        |        |
|  | Brazilië                   |                         | 10 juli 2011 – Mexico-Stad | 2     |              |              |                            |                            |              |              |  |  |        |        |
|  | Ecuador                    | 0                       |                            |       |              |              |                            |                            |              |              |  |  |        |        |
|  | Ecuador                    | 0                       | Uruguay                    | 0     |              |              |                            |                            |              |              |  |  |        |        |
|  | 30 juni 2011 – Querétaro   |                         | Uruguay                    | 0     |              |              |                            |                            |              |              |  |  |        |        |
|  |                            | Mexico                  | 2                          |       |              |              |                            |                            |              |              |  |  |        |        |
|  | Duitsland                  | Mexico                  | 2                          | 4     |              |              |                            |                            |              |              |  |  |        |        |
|  | Duitsland                  | 4 juli 2011 — Morelia   |                            | 4     |              |              |                            |                            |              |              |  |  |        |        |
|  | Verenigde Staten           | 0                       |                            |       |              |              |                            |                            |              |              |  |  |        |        |
|  | Verenigde Staten           | 0                       | Duitsland                  | 3     |              |              |                            |                            |              |              |  |  |        |        |
|  | 30 juni 2011 – Pachuca     |                         | Duitsland                  | 3     |              |              |                            |                            |              |              |  |  |        |        |
|  |                            | Engeland                | 2                          |       |              |              |                            |                            |              |              |  |  |        |        |
|  | Engeland                   | Engeland                | 2                          | 1 (4) |              |              |                            |                            |              |              |  |  |        |        |
|  | Engeland                   |                         | 7 juli 2011 — Torreón      | 1 (4) |              |              |                            |                            |              |              |  |  |        |        |
|  | Argentinië                 | 1 (2)                   |                            |       |              |              |                            |                            |              |              |  |  |        |        |
|  | Argentinië                 | 1 (2)                   | Duitsland                  | 2     |              |              |                            |                            |              |              |  |  |        |        |
|  | 30 juni 2011 – Querétaro   |                         | Duitsland                  | 2     |              |              |                            |                            |              |              |  |  |        |        |
|  |                            | Mexico                  | 3                          |       | troostfinale | troostfinale |                            |                            |              |              |  |  |        |        |
|  | Frankrijk                  | Mexico                  | 3                          | 3     | troostfinale | troostfinale |                            |                            |              |              |  |  |        |        |
|  | Frankrijk                  | 4 juli 2011 — Pachuca   | 4 juli 2011 — Pachuca      | 3     |              |              | 10 juli 2011 — Mexico-Stad | 10 juli 2011 — Mexico-Stad |              |              |  |  |        |        |
|  | Ivoorkust                  | 4 juli 2011 — Pachuca   | 4 juli 2011 — Pachuca      | 2     |              |              | 10 juli 2011 — Mexico-Stad | 10 juli 2011 — Mexico-Stad |              |              |  |  |        |        |
|  | Ivoorkust                  | Frankrijk               | 1                          | 2     | Brazilië     | 3            |                            |                            |              |              |  |  |        |        |
|  | 30 juni 2011 – Pachuca     | Frankrijk               | 1                          |       | Brazilië     | 3            |                            |                            |              |              |  |  |        |        |
|  |                            | Mexico                  | 2                          |       | Duitsland    | 4            |                            |                            |              |              |  |  |        |        |
|  | Mexico                     | Mexico                  | 2                          | 2     | Duitsland    | 4            |                            |                            |              |              |  |  |        |        |
|  | Mexico                     |                         |                            | 2     |              |              |                            |                            |              |              |  |  |        |        |
|  | Panama                     | 0                       |                            |       |              |              |                            |                            |              |              |  |  |        |        |
|  | Panama                     | 0                       |                            |       |              |              |                            |                            |              |              |  |  |        |        |

Om te voorkomen dat spelers een burn-out krijgen gaan de wedstrijden die gelijk eindigen direct naar strafschoppen.

### Achtste finales
|                          |                                                                 |     |           |                                                                             |
| 29 juni 2011 15:00 UTC−5 | Oezbekistan                                                     | 4–0 | Australië | Estadio Corona, Torreón Toeschouwers: 8.340 Scheidsrechter: Víctor Carrillo |
| 29 juni 2011 15:00 UTC−5 | Makhstaliev 11' T. Khakimov 40' Chapman 66' (e.d.) Yarbekov 89' |     |           | Estadio Corona, Torreón Toeschouwers: 8.340 Scheidsrechter: Víctor Carrillo |

|                          |                       |     |         |                                                                                   |
| 29 juni 2011 15:00 UTC−5 | Brazilië              | 2–0 | Ecuador | Estadio Omnilife, Guadalajara Toeschouwers: 19.335 Scheidsrechter: Pavel Královec |
| 29 juni 2011 15:00 UTC−5 | Ademilson 16' Léo 87' |     |         | Estadio Omnilife, Guadalajara Toeschouwers: 19.335 Scheidsrechter: Pavel Královec |

|                          |                   |     |                       |                                                                            |
| 29 juni 2011 18:00 UTC−6 | Congo-Brazzaville | 1–2 | Uruguay               | Estadio Morelos, Morelia Toeschouwers: 12.350 Scheidsrechter: Raymon Bogle |
| 29 juni 2011 18:00 UTC−6 | Binguila 53'      |     | 65' Moreira 86' Silva | Estadio Morelos, Morelia Toeschouwers: 12.350 Scheidsrechter: Raymon Bogle |

|                          |                                                                  |     |               |                                                                                     |
| 29 juni 2011 18:00 UTC−6 | Japan                                                            | 6–0 | Nieuw-Zeeland | Estadio Universitario, Monterrey Toeschouwers: 7.390 Scheidsrechter: Stephen Studer |
| 29 juni 2011 18:00 UTC−6 | Ishige 20', 22' Hayakawa 32', 80' Colvey 42' (e.d.) Minamino 56' |     |               | Estadio Universitario, Monterrey Toeschouwers: 7.390 Scheidsrechter: Stephen Studer |

|                          |                                             |     |                  |                                                                                |
| 30 juni 2011 15:00 UTC−6 | Duitsland                                   | 4–0 | Verenigde Staten | Estadio Corregidora, Querétaro Toeschouwers: 16.191 Scheidsrechter: Omar Ponce |
| 30 juni 2011 15:00 UTC−6 | Günter 20' Weiser 40' Yesil 43' Ducksch 50' |     |                  | Estadio Corregidora, Querétaro Toeschouwers: 16.191 Scheidsrechter: Omar Ponce |

|                          |                                              |       |                              |                                                                                       |
| 30 juni 2011 15:00 UTC−6 | Engeland                                     | 1–1   | Argentinië                   | Estadio Hidalgo, Pacucha Toeschouwers: 6.806 Scheidsrechter: Nawaf Ghayyath Shukralla |
| 30 juni 2011 15:00 UTC−6 | Sterling 40'                                 |       | 12' Padilla                  | Estadio Hidalgo, Pacucha Toeschouwers: 6.806 Scheidsrechter: Nawaf Ghayyath Shukralla |
| 30 juni 2011 15:00 UTC−6 | Strafschoppen                                |       |                              | Estadio Hidalgo, Pacucha Toeschouwers: 6.806 Scheidsrechter: Nawaf Ghayyath Shukralla |
| 30 juni 2011 15:00 UTC−6 | Magri Morgan Clayton Forster-Caskey Chalobah | 4 – 2 | Ocampos Pugh Iñíguez Allione | Estadio Hidalgo, Pacucha Toeschouwers: 6.806 Scheidsrechter: Nawaf Ghayyath Shukralla |

|                          |                                   |     |                                  |                                                                                   |
| 30 juni 2011 18:00 UTC−6 | Frankrijk                         | 3–2 | Ivoorkust                        | Estadio Corregidora, Querétaro Toeschouwers: 18.192 Scheidsrechter: Elmer Bonilla |
| 30 juni 2011 18:00 UTC−6 | Benzia 37' (pen.), 74' Nangis 65' |     | 3' S. Coulibaly 25' Diarrassouba | Estadio Corregidora, Querétaro Toeschouwers: 18.192 Scheidsrechter: Elmer Bonilla |

|                          |                     |     |        |                                                                                 |
| 30 juni 2011 18:00 UTC−6 | Mexico              | 2–0 | Panama | Estadio Hidalgo, Pacucha Toeschouwers: 15.412 Scheidsrechter: Svein Oddvar Moen |
| 30 juni 2011 18:00 UTC−6 | Fierro 2' Bueno 89' |     |        | Estadio Hidalgo, Pacucha Toeschouwers: 15.412 Scheidsrechter: Svein Oddvar Moen |

### Kwartfinales
|                         |                           |     |             |                                                                                   |
| 3 juli 2011 15:00 UTC−6 | Uruguay                   | 2–0 | Oezbekistan | Estadio Universitario, Monterrey Toeschouwers: 11.015 Scheidsrechter: Sidi Alioum |
| 3 juli 2011 15:00 UTC−6 | Charamoni 29' Aguirre 64' |     |             | Estadio Universitario, Monterrey Toeschouwers: 11.015 Scheidsrechter: Sidi Alioum |

|                         |                           |     |                                  |                                                                                    |
| 3 juli 2011 18:00 UTC−6 | Japan                     | 2–3 | Brazilië                         | Estadio Corregidora, Querétaro Toeschouwers: 30.123 Scheidsrechter: Roberto García |
| 3 juli 2011 18:00 UTC−6 | Nakajima 77' Hayakawa 88' |     | 16' Léo 48' Ademilson 60' Adryan | Estadio Corregidora, Querétaro Toeschouwers: 30.123 Scheidsrechter: Roberto García |

|                         |                        |     |                           |                                                                              |
| 4 juli 2011 15:00 UTC−5 | Duitsland              | 3–2 | Engeland                  | Estadio Morelos, Morelia Toeschouwers: 16.020 Scheidsrechter: Pavel Královec |
| 4 juli 2011 15:00 UTC−5 | Yesil 7' 53' Ayhan 24' |     | 67' (pen.) Magri 83' Hope | Estadio Morelos, Morelia Toeschouwers: 16.020 Scheidsrechter: Pavel Královec |

|                         |           |     |                          |                                                                              |
| 4 juli 2011 18:00 UTC−5 | Frankrijk | 1–2 | Mexico                   | Estadio Hidalgo, Pacucha Toeschouwers: 21.960 Scheidsrechter: Ali Al Badwawi |
| 4 juli 2011 18:00 UTC−5 | Ikoko 17' |     | 14' Escamilla 50' Fierro | Estadio Hidalgo, Pacucha Toeschouwers: 21.960 Scheidsrechter: Ali Al Badwawi |

### Halve finale
|                         |                                                |     |          |                                                                                     |
| 7 juli 2011 15:00 UTC−6 | Uruguay                                        | 3–0 | Brazilië | Estadio Omnilife, Guadalajara, Toeschouwers: 29.315 Scheidsrechter: Alexey Nikolaev |
| 7 juli 2011 15:00 UTC−6 | Álvarez 20' (pen.) San Martín 72' Méndez 90+5' |     |          | Estadio Omnilife, Guadalajara, Toeschouwers: 29.315 Scheidsrechter: Alexey Nikolaev |

|                         |                   |     |                               |                                                                         |
| 7 juli 2011 18:00 UTC−5 | Duitsland         | 2–3 | Mexico                        | Estadio Corona, Torreón Toeschouwers: 26.086 Scheidsrechter: Omar Ponce |
| 7 juli 2011 18:00 UTC−5 | Yesil 10' Can 60' |     | 3', 90' Gómez 76' Espericueta | Estadio Corona, Torreón Toeschouwers: 26.086 Scheidsrechter: Omar Ponce |

### Troostfinale
|                          |                                       |     |                                         |                                                                                 |
| 10 juli 2011 15:00 UTC−5 | Brazilië                              | 3–4 | Duitsland                               | Estadio Azteca, Mexico-Stad Toeschouwers: 94.379 Scheidsrechter: Roberto García |
| 10 juli 2011 15:00 UTC−5 | Wellington 22' Adryan 29' (pen.), 33' |     | 20', 63' Aydin 45+1' Günter 55' Ayçiçek | Estadio Azteca, Mexico-Stad Toeschouwers: 94.379 Scheidsrechter: Roberto García |

### Finale
|                          |         |                            |        |                                                                                    |
| 10 juli 2011 18:00 UTC−5 | Uruguay | 0–2                        | Mexico | Estadio Azteca, Mexico-Stad Toeschouwers: 98.943 Scheidsrechter: Svein Oddvar Moen |
| 10 juli 2011 18:00 UTC−5 |         | 31' Briseño 90+2' Casillas |        | Estadio Azteca, Mexico-Stad Toeschouwers: 98.943 Scheidsrechter: Svein Oddvar Moen |